# Loch Skae
Loch Skae är en sjö i Storbritannien.   Den ligger i riksdelen Skottland, i den centrala delen av landet, 500 km nordväst om huvudstaden London. Loch Skae ligger 239 meter över havet.  I omgivningarna runt Loch Skae växer i huvudsak blandskog.